# Achaemenes monticola
Achaemenes monticola är en insektsart som beskrevs av Van Stalle 1986. Achaemenes monticola ingår i släktet Achaemenes och familjen kilstritar. Inga underarter finns listade i Catalogue of Life.